# Франдетти, Алексей Борисович
Алексей Борисович Франдетти (род. 15 января 1984, Ташкент, СССР) — российский режиссёр театра и кино, актёр, художник, педагог, телеведущий, автор стихотворных переводов, хореограф. Главный режиссер театра «Ленком Марка Захарова» с 2022 по 2024 год. Неоднократный лауреат премии «Золотая маска».

## Биография
Родился 15 января 1984 года в Ташкенте. Фамилия Франдетти, со слов Алексея, досталась ему от прапрадеда по материнской линии, художника-мариниста из Сиены, эвакуированного из-за природного бедствия в Одессу. Воспитанием и образованием Алексея занималась бабушка, работавшая в сфере журналистики.
В 1986 году, в возрасте 3 лет, вышел на сцену театра Натальи Сац в постановке «Мадам Баттерфляй» Джакомо Пуччини.
Учился в музыкальной школе по классу фортепиано. Окончил Ташкентскую высшую школу национального танца и хореографии, занимался в театральной студии под управлением Марка Вайля при театре «Ильхом», работал ведущим на радиостанции «Европа Плюс».
В 2002 году переехал в Москву, учился на актёрском отделении Школы-студии МХАТ, курс С. Земцова и И. Золотовицкого, параллельно занимался вокалом. Голос, тенор, ему ставила его тётя — Народная артистка РФ и солистка Большого театра Ирина Долженко. «К её мнению я прислушиваюсь, соглашаться ли мне на тот или иной проект, сниматься мне в этом кино или нет, как мне быть с той или иной ролью в театре. Я с ней советуюсь. Она первый зритель, который приходит ко мне на спектакль», — говорит Алексей.
После второго курса перевёлся во ВГИК (мастерская Игоря Ясуловича). Окончил институт в 2006 году. Благодаря Ясуловичу прослушал курс лекций одного из преподавателей кафедры музыкального театра Чикагского института. Окончил летний режиссёрский курс в Академии театрального искусства Маунтвью в Лондоне в 2014 году.

## Карьера
Играл на сцене Московской оперетты, Московского драматического театра имени А. С. Пушкина, Электротеатра Станиславский, Московского дворца молодёжи театральной компании Стейдж Энтертейнмент, Театра мюзикла.
В 2008 году дебютировал режиссёром и хореографом-постановщиком концерта студентов 2-го курса ВГИК. За работу Франдетти был награждён специальной премией кинофестиваля «Балтийские дебюты» в Светлогорске. Преподает в ГИТИСе, ставит спектакли, а также шоу на льду, много снимался в кино. В 2012 года принял участие в съёмках фильма «Весь мир у наших ног» (The Whole World at Our Feet), совместной работе киностудий Казахстана и США. В 2019 году снял музыкальный военный фильм «Счастье моё». Получил грант от Министерства культуры на съёмки танцевального фильма «Она танцует».
Получил известность как режиссёр мюзиклов. Первой работой была постановка «Пробуждение весны» в 2013 году вместе с Кириллом Серебренниковым. Права на постановку Алексей купил на Бродвее за свой счёт. Спектакль о подростковой запретной любви российский зритель не понял: для поклонников «Гоголь-центра» оказалось слишком музыкально, для поклонников мюзикла — чересчур сложно. В 2013 году сделал постановку «История любви» Г. Гудолла, выступив также автором русского текста и хореографом с компанией «Imagine Productions» на сцене Государственного театра оперы и балета Северной Осетии, во Владикавказе. Франдетти ставит спектакли по бродвейской экспресс-системе за шесть недель: «Я заточен на результат: муки творчества — на кухне; на площадке нет времени на ошибки. Так что артист для меня — исполнитель, а не сотворец… У каждого своя зона ответственности. Рассчитывать, что ты выедешь на фантазии другого человека, — непрофессионально. К тому же жанр, которым я занимаюсь, не из дешёвых. Позволить себе сделать спектакль из ничего я не могу: самое дорогое, что у меня есть на сегодняшний день, — это моя репутация».
Участвовал в I Международном конкурсе молодых оперных режиссёров «Нано-опера» в 2013 году. Автор либретто и режиссёр балета «Габриэль Шанель» И. Демуцкого, созданного для Светланы Захаровой. Автор русского текста либретто и стихов мюзикла «Джекилл & Хайд» Фрэнка Уайлдхорна (2014) и оперетты «Страна улыбок» Ф. Легара (2016) в театре музыкальной комедии в Санкт-Петербурге. В 2021 году выступил как художественный руководитель и один из режиссёров проекта «Большой мюзикл» на телеканале «Россия-Культура», принимал участие в качестве судьи в отборе конкурсантов в апреле. Занимался переводом текста либретто мюзикла «Cabaret» в Театре наций. В 2019 году отменили перед премьерой срежиссированный спектакль «Sugar» в «Школе драматического искусства».
В кинематографе исполнял роли преимущественно злодеев, рассказывает Франдетти: «Если в театре я могу играть Принцев и Ромео, то в кино, в силу моей фактуры, мне предлагают много одинаковых ролей. Как правило, это роли азиатов, а, по сложившемуся стереотипу, раз восточный человек — значит, сволочь. Что, конечно, интересно, но надоедает. Хочется сняться в военном фильме, но русский Вася и Петя из меня не получится, максимум — герой союзной республики».
В мае 2020 года поставил первый в мире мюзикл «Мой длинноногий деда» на платформе Instagram, перенеся события романа и мюзикла в XXI век и транслируя посерийно месяц. За проект получил премию «Звезда театрала» за «Лучший арт-ответ пандемии» и приз зрительских симпатий онлайн премии «Цифровой театр». В 2021 году перенёс постановку на сцену театра «Приют комедианта» в Санкт-Петербурге, вернув события на начало XX века и сменив название на «Дорогой мистер Смит». Мюзикл и режиссёр номинировались на театральные премии «Золотая маска», «Музыкальное сердце театра», «Золотой софит», «Звезда театрала». В 2024 году спектакль — участник II Международного фестиваля актуального театра «Хаос». В театре на Таганке поставил в декабре канадский мюзикл «Онегин».
В апреле 2021 года на телеканале «Продвижение» состоялась премьера авторской программы Алексея Франдетти «Нелёгкий лёгкий жанр», совместно с проектом Musical Universe при поддержке TV BRICS, цикл программ посвящён истории возникновения мюзикла в США и развитию индустрии жанра в России в ведущих музыкальных драматических театрах с успешными мировыми и отечественными постановками.
В 2021 году выступил постановщиком XI творческой актёрской лаборатории при кинокомпании «Амедиа» в жанре музыкального кино. С 2020 года ежегодно принимает участие в Крыму в фестивале «Таврида. АРТ», ставит арт-шествие. В июле 2022 года занял должность главного режиссёра театра «Ленком Марка Захарова».
В 2020 году существовали планы создания художественного фильма «Счастье моё» с Юлией Пересильд и Сергеем Безруковым в главных ролях, но позже Франдетти от них отказался из-за отсутствия финансирования.
Поставил мультижанровый музыкальный спектакль «Петя и Фолк. Тайны миров» и спектакль «Обыкновенное Чудо» в ТЮЗе имени Брянцева.
В 2023 году в Санкт-Петербурге был поставлен мюзикл «Казанова» авторства Франдетти. Создал выставку в конце года «Тайна забытых сказок».
Со 2 сентября 2022 по 21 июля 2024 — главный режиссер театра «Ленком Марка Захарова», 4 июня 2024 объявил о своём уходе и переходе в «Театр эстрады».
С 17 декабря 2024 назначен на должность художественного руководителя Государственного академического Большого театра оперы и балета Узбекистана имени Алишера Навои.
В 2024 году планировал ставить шансон-мюзикл «Сонька-золотая ручка» на телеканале «Культура», не хватило финансирования. В 2023 году создал выставку «Тайна забытых сказок». Выставка открылась 14 декабря 2023 года.
30 марта 2025 в фойе Театра на Садовой состоялась презентация винилового альбома а капелла мюзикла «Айсвилль» – запись мюзикла Алексея Франдетти с участием режиссёра и его артистов.

### Личная жизнь
Алексей официально был женат на американке Юлии, режиссёре рекламных роликов, развёлся. Свадьбу играли в Лас-Вегасе с прямой трансляцией бракосочетания в белых кедах. У пары есть сын Марк.

Франдетти рассказывал:
«У меня жена американка, и у неё хороший английский язык, у меня английский язык на уровне хорошего разговорного, но все подстрочники чаще всего делает Юля. Я боюсь что-либо пропустить, потому что тексты полегче я могу сходу переводить, а всё, что сложнее, Юлька делает ночами — она укладывает Марка, потом, смахивая „кровавый пот“, садится и делает мне подстрочник».
5 ноября 2023 года вторая супруга режиссёра и актриса Юлия Дякина родила Алексею дочку Софию.

## Театр

### Актёр

#### Московский драматический театр имени А. С. Пушкина (2007—2010)
- Федра (реж. Лукас Хемлеб) — Ипполит
- Письмо счастья (реж. Дж. Джилинджер) — Граф
- Одолжите тенора (реж. Евгений Писарев) — Макс

#### Электротеатр Станиславский (2009)
- Ромео и Джульетта (реж. Сергей Алдонин) — Меркуцио

#### Московская оперетта (2006—2011)
- Золушка (мюзикл) (реж. Жанна Жердер) — Принц
- Маугли (мюзикл) (реж. Алина Чевик) — Маугли
- Ромео и Джульетта (мюзикл) (реж. Д. Белов) — Ромео
- Фанфан-Тюльпан (мюзикл) (реж. Александр Горбань) — Фанфан
- Рикошет (мюзикл) (реж. Алина Чевик) — Портье

### Стейдж Энтертейнмент (2010—2011)
- Zорро (реж. Кристофер Реншоу) на музыку «Gipsy Kings» и Дж. Камерона — Рамон

#### Театр мюзикла (2012)
- Времена не выбирают (реж. М. Швыдкой и А. Кортнев) — Миша

#### Театр имени Е. Б. Вахтангова
- Карлсон, который живёт на крыше… (мюзикл) (реж. Жанна Жердер) — Боссе, старший брат Малыша

#### Центр драматургии и режиссуры п/р А. Казанцева, М. Рощина
- Учиться, учиться, учиться… (реж. В. Родионова) (автор пьесы А. Богачёва) — Марис

### Режиссёр
- 2012 — детский музыкальный спектакль «Станция мечта», Театр Et Cetera
- 2012 — спектакль «Истории призраков», Дворец на Яузе
- 2012 — мюзикл-копродукция «Питер Пэн», копродукция с продюсерским центром «Фри Ланс»
- 2013 — «Пробуждение весны» Д. Шийка, совместно с К. Серебренниковым, «Гоголь-центр»
- 2013 — сольный концерт-спектакль Валерии Ланской «Мастерская», Театр Мюзикла, Москва
- 2013 — «История любви» Говарда Гудолла и Стивена Кларка, Театр оперы и балета, Владикавказ
- 2014 — ледовое шоу «Аладдин и повелитель огня», Stage Entertainment
- 2014 — «Иосиф и его удивительный плащ снов» Э. Л. Уэббера, театр «Карамболь», Санкт-Петербург
- 2014 — «Рождество О.Генри» П. Экстрома, Театр им. А. С. Пушкина
- 2015 — «Viva la Mamma» Г. Доницетти, Красноярский театр оперы и балета[66][67]
- 2015 — «Бернарда Альба» М. Д. Лакьюзы, Свердловский театр музыкальной комедии[68][69]
- 2015 — ледовое шоу «Синдбад и принцесса Анна», Stage Entertainment
- 2016 — «Гордость и предубеждение», МХТ им. А. П. Чехова[70]
- 2017 — «Суини Тодд, маньяк-цирюльник с Флит-Стрит» Стивена Сондхайма, Театр на Таганке[71][72][73]
- 2017 — «Путешествия в Реймс» Дж. Россини, Большой театр
- 2017 — театрализованный концерт «Путеводитель по оркестру. Карнавал животных», Большой театр
- 2017 — оперетта-комикс «Микадо, или Город Титипу» А. Салливана и У. Гилберта, Свердловский театр музыкальной комедии[74]
- 2018 — semi-stage «Эвита» Э. Л. Уэббера, Свердловский театр музыкальной комедии
- 2018 — «Казанова» Карлиса Лациса по пьесе М. Цветаевой «Приключение», Свердловский театр музыкальной комедии[75][76][77][78]
- 2018 — театрализованная концертная версия оперетта «Кандид» Л. Бернстайна, Большой театр[79]
- 2019 — опера «Сказка о царе Салтане» Н. Римского-Корсакова, Большой театр
- 2019 — «Стиляги», Театр наций
- 2019 — «Москва! Я люблю тебя!», парк Горького
- 2019 — опера «Риголетто» Дж. Верди, Урал Опера Балет, Екатеринбург
- 2019 — «Питер Пэн» Дж. Барри, МОГТЮЗ[80][81][82]
- 2019 — «Ромео VS Джульетта» Карен Кавалерян, Московский театр оперетты
- 2019 — «Последние 5 лет» Дж. Р. Брауна, Театр на Таганке
- 2021 — «Cabaret» Джо Мастероффа, Джона Кандера, Новосибирский театр «Глобус»[83]
- 2021 — проект «Большой мюзикл», телеканал «Россия-Культура»
- 2021 — «Дорогой мистер Смит» Пол Гордон, Театр «Приют комедианта»[84][85][86]
- 2021 — «Бенвенуто Челлини» композитора Г. Берлиоза, Мариинский театр
- 2021 — концерт «Ночь киномюзиклов», Бахрушинский музей
- 2021 — концерт «Арт-пикник АСП», музей Большие Вяземы
- 2021 — концерт «Музыка Достоевского», Зарайск
- 2021 — «Онегин» Амиеля Гладстоуна и Веды Хилле, Театр на Таганке[87]
- 2022 — новогоднее музыкальное шоу «Фанерон. Город мечты» Евгения Загота, ЦВЗ «Манеж»
- 2022 — «В джазе только девушки» Джула Стайна и Питера Стоуна, Театр им. Вахтангова
- 2022 — «Обыкновенное чудо», ТЮЗ им. А. А. Брянцева, Санкт-Петербург[88][89][90][91]
- 2022 — народное шоу «Петя и Фолк. Тайны миров» Андрей Зубец, Театр на Таганке[92][93][94][95][96][97][98]
- 2022 — музыкальный спектакль «Рождественская история» Андрей Рубцов, Театр кукол имени Сергея Образцова[99][100]
- 2022 — мюзикл «Не любовь 5728», Театр на Таганке[101]
- 2023 — мюзикл «Маугли», Театр эстрады имени А. И. Райкина, Санкт-Петербург[102]
- 2023 — «Франкенштейн» Романа Игнатьева, Санкт-Петербургский театр музыкальной комедии[103][104][105]
- 2023 — хип-хоп-опера «Маяковский», Театр Ленком, Москва[106][107][108]
- 2023 — спектакль «Свадьба Кречинского» Александра Колкера, Малый театр
- 2023 — «Москва в движении», Парк Зарядье
- 2023 — балет «Modanse», Большой театр, Москва
- 2023 — оперетта «Веселая вдова» Франца Легара, Московский театр оперетты[109][110][111]
- 2023 — спектакль «Маршрут построен», Театр Ленком, Москва
- 2023 — «Айсвилль» Евгения Загота, Театр «Приют комедианта»[112][113][114][115][116][117][118][119][120]
- 2024 — музыкальный спектакль «Кабаре Пушкин», театр «Ленком», Москва[121]
- 2024 — опера «Соловей» Стравинского, Большой театр, Москва
- 2025 — балет «Стравинский. Куклы. Танцы», Театр им. Станиславского и Немировича-Данченко, Москва[122][123]
- 2025 — спектакли «Петрушку» и «Жар-птицу», МАМТ, Москва[124]
- 2025 — мюзикл «Любовь без памяти», «Вегас Сити Холл», Москва[125]

- 2025 — оперетта «Фиалка Монмартра» Имре Кальмана, Московский театр оперетты, Москва[126]

### Награды
Премия «Золотая маска»:
- 2016 — лучшая работа режиссёра (оперетта-мюзикл) (спектакль «Рождество О. Генри», Театр им. А. С. Пушкина)
- 2018 — лучшая работа режиссёра (оперетта-мюзикл) (спектакль «Суини Тодд, маньяк-цирюльник с Флит-Стрит», Театр на Таганке)
- 2020 — лучшая работа режиссёра (оперетта-мюзикл) (спектакль «Стиляги», Театр Наций)

Премия «Звезда театрала»:
- 2020 — лучший арт-ответ пандемии (оперетта-мюзикл) (спектакль «Мой длинноногий деда», Instagram)
- 2022 — лучший режиссёр (спектакль «Онегин», Театр на Таганке)[127]

Премия «Музыкальное сердце театра»:
- 2021 — лучший текст песен (автор/перевод) (спектакль «Cabaret», театр «Глобус»)

## Кино

### Актёр
- 2002 — Железнодорожный романс — студент в консерватории
- 2005 — Горыныч и Виктория — официант (Фильм 1-й Ритуальное убийство)
- 2005 — От 180 и выше — «Кеану Ривз», антиглобалист
- 2007 — Жестокость — Аркадий, танцор
- 2007 — Жёлтый дракон — Каичо, японец в офисе
- 2007 — Если у Вас нету тёти... — Марик
- 2007 — На пути к сердцу — гид
- 2007 — Бой с тенью 2: Реванш — флейтист
- 2007 — Любовь на острие ножа — Бахтияр Юсупов, студент
- 2007 — Держи меня крепче — Борис Корсаков, танцовщик
- 2007 — Лишний свидетель — Красавчик (Фильм 2 Доктор смерть)
- 2007 — Марш Турецкого (4 сезон) — Чонг Ли (Фильм 3 Триада)
- 2007 — От любви до кохання — (дубляж, Павел Ворожцов: исполнение песни)
- 2008 — Слабости сильной женщины — Кирилл
- 2008 — Две сестры — Гриня
- 2008 — Тени Фаберже — Понгсак, буддистский монах
- 2009 — Горячие новости — Орда, боевик, член банды
- 2009 — Царь — Кай-Булат
- 2009 — Солдаты 16: Дембель неизбежен — Турсунбек
- 2009 — Дольше века — Алан Хетагуров в молодости, офицер, друг Клима Державина
- 2010 — Нанолюбовь — Олег Метёлкин
- 2010 — Дворик — жених Карлыгаш
- 2010 — Допустимые жертвы — Костик
- 2010—2011 — Институт благородных девиц — Аслан
- 2010 — Слон — Будда, которого никто не видит, кроме слона
- 2010 — Медвежий угол — Яксур
- 2011 — Совет да любовь — Алладин
- 2012 — От винта 3D — Витязь: истребитель Су-27УБ (дубляж)
- 2012 — Дикий 3 — Химик (Фильм 12 Парфюмер)
- 2012 — Кабы я была царица — Артур, заместитель Вадима
- 2012 — Бигль — Эжен Врублёвский (7-я серия Байкер)
- 2012 — Маша в законе! — Леонид, брат Влада
- 2012 — Схватка — Танцор
- 2013 — Тайны института благородных девиц — Аслан
- 2013 — Зимний путь — Эрик
- 2013 — Волчонок в раю —
- 2013 — Всадники на станции Роса — Иванов, журналист
- 2014 — Ангел Смерти —
- 2014 — 1001 — Амин, музыкант
- 2014 — Новогодний рейс — Влад, одноклассник Петра, визажист
- 2014 — Прости меня, мама — Изюм
- 2015 — Квест — Марат, сводный брат Саши
- 2015 — Весь мир у наших ног / The Whole World at Our Feet — Руслан Бауржан
- 2015 — Рождённая звездой — Руслан Алмазов
- 2015 — Людмила Гурченко — Андрей Кончаловский
- 2020 — Мой длинноногий деда — (дубляж, кот Рафаэль)
- 2022 — Оффлайн-2. Уязвимость обнаружена — Сутлан
- 2025 — Топор. 1945. Июль — Чен[128]

### Режиссёр
- 2020 — Мой длинноногий деда
- 2022 — Она танцует
- 2023 — Счастье моё

### Художник
- 2020 — Надежда